# Paresse sociale
 (septembre 2021).
Si vous disposez d'ouvrages ou d'articles de référence ou si vous connaissez des sites web de qualité traitant du thème abordé ici, merci de compléter l'article en donnant les références utiles à sa vérifiabilité et en les liant à la section « Notes et références ».
 (septembre 2021).
En psychologie sociale, la paresse sociale décrit le phénomène selon lequel les individus ont tendance à diminuer les efforts qu'ils fournissent en groupe, et ce, de façon proportionnelle à la taille du groupe.

## Observation du phénomène
Ce phénomène a été mis en évidence dans les travaux de l'ingénieur agronome Maximilien Ringelmann en 1882. Il avait réalisé des travaux sur la force de traction de bœufs de différentes races. Il s’est lancé ensuite sur l’étude de la force de traction des hommes. Pour cette expérience, les sujets devaient tirer de toute leur force sur une corde de cinq mètres, afin de mesurer leur puissance de traction à l'aide d'un dynamomètre. Ils étaient d'abord seuls, puis en groupe. L'ingénieur remarqua alors que les sujets avaient tendance à fournir moins d’effort lorsqu’ils tiraient en groupe, plutôt que seuls (mesure du pourcentage de la force).
| Nombre de personnes | % de force de la personne |
| ------------------- | ------------------------- |
| 1                   | 100                       |
| 2                   | 93                        |
| 3                   | 83                        |
| 4                   | 77                        |
| 5                   | 70                        |
| 6                   | 63                        |
| 7                   | 56                        |
| 8                   | 49                        |

Maximilien Ringelmann conclut donc que les meilleurs résultats étaient obtenus lorsque le sujet travaillait seul (pour les hommes comme pour les animaux de trait). Dès que l'on mettait deux personnes ou plus sur la même résistance, le travail réalisé par chacune d’elles diminuait à cause du manque de simultanéité de leur effort. Le terme de paresse sociale apparaît en 1979, proposé par Bibb Latané.

## Méta-analyse
Steven J. Karau et Kipling D. Williams ont réalisé une méta-analyse de ce phénomène (80 publications étudiées), ce qui leur a permis de dégager plusieurs facteurs responsables :
1. Elle a tendance à apparaître lorsque la performance des sujets n’est pas évaluée.
2. Plus la tâche est intéressante et plus le degré d'implication est élevé, plus la paresse sociale diminue.
3. Si le groupe est composé de personnes qui se connaissent, ou si l’on manipule la cohésion du groupe, la paresse sociale peut complètement disparaître.
4. Elle peut apparaître davantage lorsque le sujet s’attend à ce que les autres soient performants. Ainsi, les individus peuvent être paresseux lorsqu’ils pensent que leurs actions n'apportent rien par rapport à celle des autres.
5. Plus le groupe est important et plus il y a de chance de voir apparaître la paresse sociale.
6. Selon les chercheurs, la paresse sociale est plus fréquente chez les hommes, car les hommes attachent plus d’importance que les femmes à leurs performances personnelles.
7. Ils remarquent aussi que la paresse sociale est plus ou moins présente en fonction des cultures (plus fréquentes aux États-Unis et au Canada qu’au Japon par exemple). Cela s’explique par la différence de dimensions individualiste et collectiviste.
8. On remarque aussi que plus la tâche à réaliser est complexe, moins la paresse sociale apparaît.
9. La paresse sociale a aussi tendance à augmenter avec l’âge. Il est possible que les enfants ne se révèlent attentifs aux stratégies concernant les performances à la tâche qu’à partir d’un certain âge.
10. On relève en outre que la paresse sociale s'avère plus importante dans les études réalisées en laboratoire qu’en situation naturelle.
11. Le dernier élément est que la paresse sociale ne semble pas être dépendante du type de tâche à réaliser (physique, cognitive, évaluation...).